# Zwei Herzen im Mai
Zwei Herzen im Mai ist ein deutscher Spielfilm des Regisseurs Géza von Bolváry aus dem Jahr 1957. Die Hauptrollen sind mit Dieter Borsche und Kristina Söderbaum besetzt. Das Drehbuch verfasste Janne Furch zusammen mit Hans Fritz Köllner nach dessen Roman „Viva la Musica“. In der Bundesrepublik Deutschland kam der Streifen zum ersten Mal am 9. Januar 1958 in die Kinos.

## Handlung
Der junge Musiker Peter Paul Müller, von seinen Freunden nur „P. P.“ genannt, ist zwar ein vielversprechendes Talent, kann aber mit seinen Einkünften nur mühsam seine Frau und die beiden Kinder Friedrich und Monika ernähren. Nachdem er mit dem Aufkommen des Tonfilms seine Stelle als Klavierspieler in einem Stummfilmkino verloren hat, tingelt er nun zusammen mit seinem Freund Ralf Siedler durch die Lande. P. P.s Gattin Annemie kratzt ihre gesamten Ersparnisse zusammen und kauft ihrem Mann ein gebrauchtes Klavier. Als er darauf das Lied „Zwei Herzen im Mai“ spielt, das er ihr einst widmete, als sie sich kennenlernten, schwelgen sie in Erinnerungen.
Trotz vieler Versuche ist den beiden Freunden der große Wurf bisher nicht gelungen. Aber die Wende naht, als Peter und Ralf bei einer familiären Feier in einem Biergarten das „Herzenslied“ vortragen und der dort anwesende Verleger Gesenius die beiden hört. Er bietet ihnen einen Vertrag an, der gerne angenommen wird. Gleich das erste von ihnen geschaffene Singspiel wird ein großer Erfolg. Marion Dehl, die Hauptdarstellerin, macht P. P. mit ihrem Freund und Gönner, Direktor Leisemann, bekannt. Der ist ein wichtiger Finanzmann für Theateraufführungen. Marion kann ihn überzeugen, P. P. noch intensiver zu fördern.
Endlich kann Familie Müller ihre bescheidene Wohnung mit einem Luxusappartement tauschen. P. P. allerdings vernachlässigt seine Familie zusehends und verbringt immer mehr Zeit mit Marion. Der finanzielle Abstieg lässt nicht lange auf sich warten: Direktor Leisemann wird auf ihn eifersüchtig und sperrt ihm jeglichen Kredit. Weil er nun Marion nichts mehr bieten kann, verlässt sie sein Ensemble. Auch Annemie platzt der Kragen, was darin mündet, dass sie ihrem Mann den Laufpass gibt. P. P. bleibt nichts anderes mehr übrig, als wie in alten Zeiten durch kleine Lokale zu tingeln – bis der Zweite Weltkrieg ausbricht.
Der Krieg ist schon lange vorbei, als P. P. in die Heimat zurückkehrt. Das Lokal, in dem er zuletzt angestellt war, hat eine Musikbox aufgestellt und deshalb keine Verwendung mehr für ihn. Da entdeckt er in der Musikbox eine Platte mit einer seiner Kompositionen. Er erfährt, dass sein Sohn Friedrich die Aufnahme unter einem Pseudonym veranlasst hat. Dieser hat inzwischen Karin, die Tochter von Direktor Leisemann, geheiratet. Friedrich gelingt es schließlich, seinen Vater mit dem Verleger Gesenius auszusöhnen und ihn wieder mit seiner Mutter zusammenzuführen.

## Musik
Die Musik stammt von Michael Jary. In dem Film sind zahlreiche Lieder von ihm zu hören:
- Zwei Herzen im Mai, die hatten sich lieb (Text: Bruno Balz und Curth Flatow)
- Ich möchte auf deiner Hochzeit tanzen (Foxtrott, Text: Bruno Balz)
- Winke – winke (Foxtrott, Text: Bruno Balz)
- Santa Fé, wann seh‘ ich dich wieder? (Habanera, Text: Bruno Balz)
- Mäkki war ein Seemann (Boogie-Woogie, Text: Bruno Balz)
- Du hast mir grade noch zu meinem Glück gefehlt (Foxtrott, Text: Just Scheu und Ernst Nebhut)
- Das sind die Nächte von Rio! (Mambo, Text: Bruno Balz)
- Heut liegt was in der Luft (Ragtime, Text: Bruno Balz und Curth Flatow)
- Ich weiß, es wird einmal ein Wunder gescheh’n (Langsamer Walzer, Text: Bruno Balz)
- Greif nicht nach den Sternen (Langsamer Walzer, Text: Bruno Balz)
- Das Karussell fährt immer, immer rundherum (Foxtrott, Text: Hans Fritz Beckmann)
- Der kleine Liebesvogel singt sein süßes Lied (Langsamer Walzer, Text: Bruno Balz)
- Roter Mohn, warum welkst du denn schon? (Tango, Text: Bruno Balz)

## Ergänzungen
Die Bauten wurden von den Filmarchitekten Hanns H. Kuhnert und Wilhelm Vorwerg entworfen. Walter Salemann steuerte die Kostüme bei.

## Kritik
Das Lexikon des internationalen Films gelangt zu folgender Einschätzung: Sentimentaler Roman eines Berliner Musikers, dem der rasche Erfolg zu Kopf steigt, als schmale Handlungstreppe für den Auftritt vormals beliebter Schauspieler und Schlagersänger bei gleichzeitiger Verharmlosung des sozialen und politischen Zeithintergrunds.

## Quelle
- Programm zum Film: Illustrierte Film-Bühne, Vereinigte Verlagsgesellschaften Franke & Co. KG, München, Nummer 4100